# IC 1708
IC 1708 — галактика типу OCL (розпилене скупчення) у сузір'ї Південна Гідра.
Цей об'єкт міститься в оригінальній редакції індексного каталогу.